# Rimsko pitanje
Rimsko pitanje (talijanski: La Questione romana) naziv je za politički spor između Talijanske vlade i papa između 1861. do 1929. godine. Rimsko pitanje pojavilo se proglašenjem Rima glavnim gradom Italije 27. ožujka 1861. godine, a konačno je riješeno potpisivanjem Lateranskih ugovora. Od zauzimanja Rima 20. rujna 1870. pa do konačnog rješenja, pape su sebe smatrali "zatočenicima Vatikana" (prema riječima pape Pija IX.).

## Pozadina
Godine 1861. prvi talijanski nacionalni parlament u Torinu proglasio je Kraljevinu Italiju, za kralja proglasio Viktora Emanuela II., a Rim glavnim gradom. Međutim, papu je štitila francuska vojska, koju je tamo postavio Napoleon III. sa svrhom zaštite pape Pija IX.
Godine 1870. izbio je Francusko-pruski rat, zbog čega su Francuzi povukli svoje snage iz Rima. Pruskom pobjedom nad Francuskom, Italija je dobila mogućnost zauzimanja Papinske države, koja je bila pod francuskom zaštitom. 20. rujna papa je predao Rim. Predajom je utvrđeno da se cijeli papinski teritorij mora predati Italiji, ali je naglašeno da talijanska vojska ne smije okupirati Leonov grad.

## Garantni zakon
Talijanski parlament donio je 13. svibnja 1871. godine Garantni zakon koji se papi priznaje u posjed Vatikan, Lateransku palaču i Castel Gandolfo te odobrava godišnja apanaža od nešto više od 3 milijuna lira. Papa je odbacio sva prava koja su mu tim zakonom dodijeljena, jer bi to značilo priznanje gubitka teritorija te nadzor nad Rimom.

## Lateranski sporazumi
Rimsko pitanje konačno je riješeno Lateranskim sporazumima, koje ju 11. veljače 1929. u ime kralja Viktora Emanuela III. potpisao predsjednik Vlade Benito Mussolini, a u ime pape Pia XI. državni tajnik kardinal Pietro Gasparri. 